# Trópico de cáncer
Trópico de Cáncer és una pel·lícula documental del director, fotògraf i editor mexicà Eugenio Polgovsky que retrata la vida d'una família a les entranyes del desert de San Luis Potosí, Mèxic. A través d'un retrat poètic i naturalista (quasi silenciós), observem detalladament els mètodes -alguns prehistòrics- de supervivència que les famílies, per mitjà de coneixements ancestrals de cacera i de fabricació d'eines, practiquen dins d'una geografia aparentment estèril. Així extreuen animals i plantes que embenin a la riba d'una carretera que curta de nord a sud el desert del centre de Mèxic.
El MoMa de Nova York va presentar el seu documental "Trópico de Cáncer" com a part d'allò més innovador del cinema documental contemporani, amb una projecció especial en la Setmana de la Crítica del 58è Festival Internacional de Cinema de Canes en 2005. El diari The New York Times assenyalà "Trópico de Cáncer" com una notable Opera Prima i el diari Le Monde va qualificar Eugenio Polgovsky com a "Un mag del cinema".

## Tema
El documental rendeix un homenatge a la humanitat d'aquests éssers oblidats del sistema. Entre nopaleres, espines i magüeis sota l'intens sol sobreviuen el dia a dia amb mètodes rudimentaris, alguns heretats del Neolític. Per exemple, els nens amb destresa i creativitat fabriquen paranys per caçar esquirols, escurçons o rates per a menjar. A més existeixen plantes exòtiques per a vendre en la carretera que talla el desert i d'on prové la seva única font d'ingrés econòmic.
El documental retrata i subratlla la condició de pobresa i abandó d'aquesta regió abandonada de Mèxic, paradoxalment dita el cor de Mèxic (per estar al seu centre geogràfic amb nou fronteres cap a altres estats) el film aixeca una clara denúncia per mitjans visuals i poètics de la condició humana dels seus habitants.
"Trópico de Cáncer" ens submergeix en el món rural mexicà i fa visible l'enorme contrast entre el món del camp i el món de les grans ciutats, -els viatgers frenen en les seves camionetes a mig desert a comprar un souvenir exòtic- (pells d'escurçons, corbs, cérvols i un llarg etcètera, a més de bisnagues i plantes com el peyote)

## Reconeixements
A la XLVII edició dels Premis Ariel (2005) "Trópico de Cáncer" va guanyar el "premi Ariel" de l'Academia Mexicana de Artes y Ciencias Cinematográficas com a "Millor Opera Prima documental" (va obtenir dues nominacions), el Premi Joris Ivens al 27è Festival Cinéma du réel, Centre Pompidou, París, França. Va rebre el premi "Ojo" al Festival Internacional de Cinema de Morelia, Michoacán i Millor documental en la Trobada Mundial Henri Langlois d'Escoles de Cinema.